# ई
Cette page contient des caractères spéciaux ou non latins. S’ils s’affichent mal (▯, ?, etc.), consultez la page d’aide Unicode.
ई, transcrit ī, est une voyelle de l’alphasyllabaire devanagari.

## Représentations informatiques
Ses Unicode sont :
| formes       | représentations | chaînes de caractères | points de code | descriptions                     |
| ------------ | --------------- | --------------------- | -------------- | -------------------------------- |
| indépendante | ई               | ई                     | U+0908         | lettre devanagari ī              |
| dépendante   | ी                | ◌ी                     | U+0940         | diacritique voyelle devanagari ī |